# Frederick Cordes

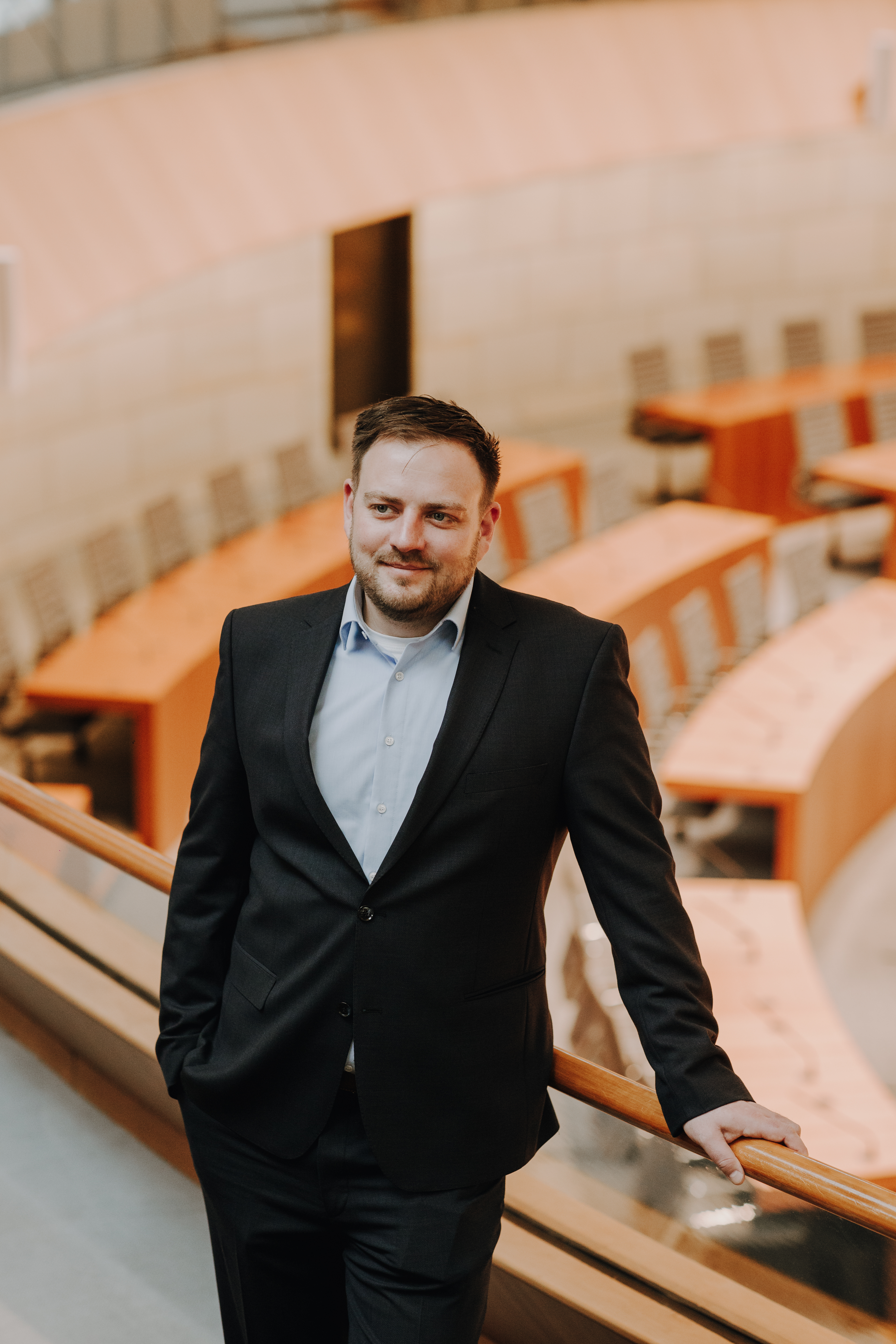
Der Abgeordnete Frederick Cordes im Plenarsaal des NRW-Landtags.

Frederick „Freddy“ Cordes (* 26. Februar 1986 in Oberhausen) ist ein deutscher Politiker der SPD. Seit 1. November 2020 ist er Mitglied des Landtags Nordrhein-Westfalen. Er ist seit August 2023 Generalsekretär der SPD Nordrhein-Westfalen.

## Ausbildung und beruflicher Werdegang
Cordes wurde am 26. Februar 1986 als Sohn einer sozialdemokratischen Konditorsfamilie in Oberhausen geboren, sein Vater ist der Landesinnungsmeister des Konditorenhandwerks. Er wuchs in Sterkrade auf und besuchte die Steinbrinkgrundschule und die Heinrich-Böll-Gesamtschule. Er schloss 2005 mit dem Abitur ab.  Nach dem Abitur leistete er den damals neunmonatigen Wehrdienst bei der Marine ab.
2006 begann Cordes ein Studium der Geographie an der Ruhr-Universität Bochum, 2016 erlangte er mit einer Arbeit über kommunale Strategien gegen drohenden Fachkräftemangel den Master of Science in Stadt- und Regionalentwicklungsmanagement.  Er war Stipendiat der Hans-Böckler-Stiftung. Cordes arbeitete von 2011 bis 2012 als Werkstudent bei der Deutschen Montan Technologie und von 2012 bis 2014 als studentische Hilfskraft bei der Wirtschaftsförderung metropoleruhr GmbH.
2015 arbeitete er als Leiter des Wuppertaler Oberbürgermeisterwahlkampfs von Andreas Mucke und 2016 bis 2017 als Leiter des Landtags- und Bundestagswahlkampfs der SPD Bielefeld. Im Anschluss war Cordes bis November 2020 als Büroleiter der Bielefelder Bundestagsabgeordneten Wiebke Esdar tätig.

## Politik
Cordes trat 2002, an seinem 16. Geburtstag, der SPD bei und engagierte sich bei den Oberhausener Jusos. 2008 bis 2009 war er Vorsitzender der Jusos Oberhausen. 2010 wurde er in den Landesvorstand der NRW-Jusos und schließlich Ende 2014 zu deren Landesvorsitzenden gewählt. 2018 trat er für dieses Amt nicht mehr an, seine Nachfolgerin wurde Jessica Rosenthal.
2018 wurde er als Beisitzer in den Landesvorstand der SPD Nordrhein-Westfalen gewählt und war 2019 Teil der Kampagnenleitung von Saskia Esken und Norbert Walter-Borjans bei der Wahl zum SPD-Vorsitz. 2020 war er ehrenamtlicher Wahlkampfleiter von Veith Lemmen bei der Wahl zum Bürgermeister der Stadt Werther (Westf.).
Am 26. August 2023 wurde Cordes mit 87,1 % der Stimmen zum Generalsekretär der NRW-SPD gewählt.

### Landtag
Im Jahr 2016 bewarb sich Cordes in der SPD Oberhausen um die SPD-Landtagskandidatur im Landtagswahlkreis Oberhausen I für die Landtagswahl in Nordrhein-Westfalen 2017, unterlag jedoch Sonja Bongers. Er kandidierte schließlich als Kandidat der Jusos zunächst erfolglos auf Platz 20 der SPD-Landesliste.
Am 1. November 2020 rückte er für den zuvor zum Oberbürgermeister der Stadt Hamm gewählten Abgeordneten Marc Herter in den Landtag Nordrhein-Westfalen nach. Dort ist er ordentliches Mitglied des Ausschusses für Wirtschaft, Energie und Landesplanung sowie im Ausschuss für Digitalisierung und Innovation. Außerdem ist er stellvertretendes Mitglied im Wissenschaftsausschuss, im Ausschuss für Familie, Kinder und Jugend, im Wissenschaftsausschuss sowie in der Enquetekommission „Brexit“.
Bei der Landtagswahl 2022 schaffte er als 13. der Landesliste den Wiedereinzug in den Landtag.

## Weitere Mitgliedschaften
Cordes ist Mitglied der IG Metall, der IG BCE sowie der Sozialistischen Jugend Deutschlands – Die Falken.